# Andrew Robinson (acteur)

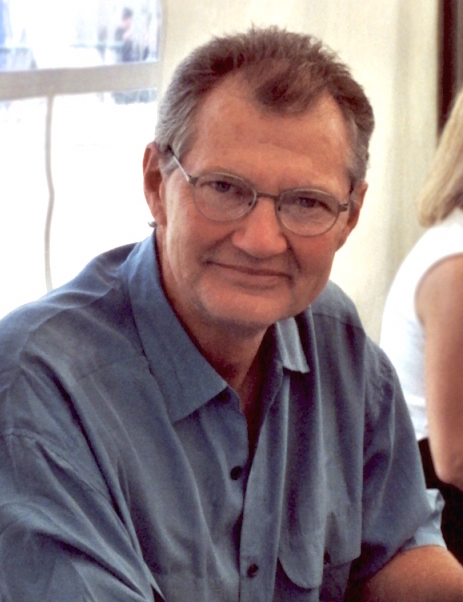
Andrew Robinson in 2000

Andrew Jordt Robinson (New York, 14 februari 1942) is een Amerikaans televisie- en theateracteur en filmregisseur.

## Biografie
Robinson is een zoon van een vader die meevocht in de Tweede Wereldoorlog. Toen hij drie was, sneuvelde zijn vader in de strijd, waarna hij met zijn moeder naar Hartford (Connecticut) verhuisde. In zijn jeugd kwam hij regelmatig in aanraking met justitie. Zijn moeder stuurde hem naar de St. Andrew's School in Rhode Island. Deze school was speciaal voor lastige kinderen. Na het verlaten van deze school ging hij studeren aan de University of New Hampshire. Hierna ging hij naar de New School for Special Research in New York en haalde daar zijn Bachelor of Arts in Engels. Zijn eerste intentie was om journalist te worden maar op advies van een van zijn professoren ging hij naar Londen om acteren te leren aan de London Academy of Music and Dramatic Art met een beurs. Op deze academie studeerde hij stemtraining en Shakespeare.
Robinsons eerste acteerwerk was in het theater in New York met het toneelstuk Macbeth. Hierna heeft hij nog meerdere rollen gespeeld in het theater, waaronder eenmalig op Broadway, waar hij in 1993 een rol speelde in het toneelstuk Any Given Day.
Robinson begon in 1969 met acteren voor televisie in de televisieserie N.Y.P.D. Hierna heeft hij nog meer dan 105 rollen gespeeld in televisieseries en films zoals Dirty Harry (1971), Charley Varrick (1973), Ryan's Hope (1976-1978), Mask (1985), Hellraiser (1987), Child's Play 3 (1991), The Puppet Masters (1994), Star Trek: Deep Space Nine (1993-1999), JAG (1999-2004). Voor zijn rol in Ryan's Hope werd hij in 1978 genomineerd voor een Daytime Emmy Award. Robinson schreef een boek over zijn personage Elim Garak die hij speelde in de televisieserie Star Trek: Deep Space Nine, het boek werd genaamd A Stitch in Time.
Robinson is ook actief als filmregisseur. Zo heeft hij van 2002 tot en met 2005 zeven afleveringen geregisseerd voor de televisieserie Judging Amy. Van 1997 tot en met 1998 heeft hij twee afleveringen geregisseerd voor de televisieserie Star Trek: Voyager en in 1996 heeft hij één aflevering geregisseerd voor de televisieserie Star Trek: Deep Space Nine.
Robinson is sinds 1970 getrouwd en heeft hieruit een dochter.

## Filmografie

### Films
Selectie:
- 1994 The Puppet Masters – als Hawthorne
- 1994 Pumpkinhead II: Blood Wings – als Sean Braddock
- 1991 Child's Play 3 – als majoor Botnick
- 1987 Hellraiser – als Larry
- 1986 Cobra – als detective Monte
- 1985 Mask – als Dr. Vinton
- 1975 The Drowning Pool – als Pat Reavis
- 1973 Charley Varrick – als Harman Sullivan
- 1971 Dirty Harry – als Charles Davis de Scorpio Killer

### Televisieseries
Uitgezonderd eenmalige gastrollen.
- 2020 - 2023 Alone Together: A DS9 Companion - als Elim Garak - 10 afl.
- 2021 - 2022 Dota: Dragon's Blood - als Indrak - 2 afl.
- 1999 – 2004 JAG – als admiraal Thomas Kly – 2 afl.
- 2002 Presido Med – als Jesse – 2 afl.
- 1993 – 1999 Star Trek: Deep Space Nine – als Garak – 37 afl.
- 1994 M.A.N.T.I.S. – als Solomon Box – 3 afl.
- 1985 – 1986 Cagney and Lacey – als mr. Nelson – 2 afl.
- 1983 – 1985 Matt Houston – als Jonathon Renfield – 2 afl.
- 1980 Vega$ – als Derek Razzio – 2 afl.
- 1979 Barnaby Jones – als Robert Curtis – 2 afl.
- 1979 From Here to Eternity – als sergeant Maylon Stark – 3 afl.
- 1976 – 1978 Ryan's Hope – als Frank Ryan – 169 afl.
- 1976 Once an Eagle – als Reb Rayburne – 4 afl.

### Computerspellen
- 2010 Star Trek Online - als Elim Garak
- 2002 Earth and Beyond – als Theodoric Cassel
- 2000 Star Trek: Deep Space Nine – The Fallen – als Elim Garak

- Bibsys: 6054824
- Biblioteca Nacional de España: XX1652423
- Bibliothèque nationale de France: cb14035926q (data)
- Catàleg d'autoritats de noms i títols de Catalunya: 981058528539006706
- Gemeinsame Normdatei: 143679813
- International Standard Name Identifier: 0000 0001 1875 5055
- Library of Congress Control Number: no96042294
- MusicBrainz: 136f8173-cd75-48e3-baff-0a4d92d8f3ce
- Nationale Bibliotheek van Tsjechië: xx0311140
- Nationale Bibliotheek van Israël: 987007324749605171
- Nederlandse Thesaurus van Auteursnamen: 12785830X
- SNAC: w69x3b06
- Système universitaire de documentation: 187475296
- Virtual International Authority File: 44499964
- WorldCat: E39PBJycJrYvpRMPbr4gCPWCcP